# Малая бухта
«Малая бухта» — санаторий в историческом центре города-курорта Анапа. Расположен на берегу Чёрного моря. Основан в 1900 году.

## История
Энергичный доктор-предприниматель В.А. Будзинский в конце XIX столетия приступил к строительству первого курортного лечебного заведения Анапы. Это был небольшой городок, скорее деревня, который местные жители из окружающих поселков облюбовали для дачного строительства, и с удовольствием проводили здесь время со своей семьей в летние месяцы.
21 июля 1900 г. в районе высокого берега на территории нынешних здравниц «Маяк» и «Малая бухта» открылась крупная многопрофильная водогрязелечебница, положившая начало не только санаторию, но и самому курорту. До этой даты Анапа представляла собой только лечебную местность, целебные ресурсы которой лежали втуне, за исключением летних морских купаний.
Вскоре В. А. Будзинский строит рядом с водогрязелечебницей пансионат со столовой, тем самым создает с учетом лечебной базы санаторий «Первая» и «Береговая», а затем преобразовывает его в Институт физических методов.
Знатоками курортного дела, учеными в Анапе совершенно ясно просматривался уникальный детский и семейный курорт.
Перед первой мировой войной в Анапе было уже 400 санаторных коек, работали они сезонно.
В 1914 г. В. А. Будзинский, имея в собственности три здравницы, создает на их базе акционерное общество «Курорты Анапа и Семигорье» с основным капиталом в 6 тысяч рублей, на которые было выпущено 6 тысяч акций. Председателем правления общества стал Будзинский, директором — предприниматель А. С. Добровольский.
На Всероссийской гигиенической, а затем культурно-промышленной выставке в Санкт-Петербурге лечебно-оздоровительным учреждениям АО «Курорты Анапа и Семигорье» были присуждены золотые медали за высокие успехи в курортной медицине и похвальное устройство и оснащение санаториев. По тем временам награда очень высокая в медицинском мире.
С 1923 года санаторий стал носить имя Ленина, в 1928 г. стал клиническим санаторием.
В первые месяцы Великой Отечественной войны санаторий был реорганизован в военный госпиталь, но вскоре город был захвачен врагами. В период оккупации фашистами были уничтожены все санаторно-курортные здания.
После восстановления на территории довоенного санатория сформировались две здравницы: грязевой санаторий и детский санаторий «Чайка».
В 1964 г. они были объединены в санаторий имени Ленина, а в 1970 г. в старых восстановленных зданиях, построенных еще Будзинским, и с вводом в эксплуатацию нового корпуса был организован подростковый санаторий «Маяк».
В 1986 г. на территории здравницы был возведен спальный корпус на 300 мест.
В 1999 г. санаторий им. Ленина на 500 мест для родителей с детьми преобразован в закрытое акционерное общество и вскоре был переименован в «Малую бухту».
В настоящее время Санаторий "Малая бухта" оказывает широкий спектр санаторных и медицинских услуг, а так же услуг проживания на берегу Чёрного моря.
https://malbuhta.ru - официальный сайт Санатория "Малая Бухта".